# Šamaš-aba-usur

Das Achämenidenreich zur Zeit des Kyros II.

Šamaš-aba-usur (spätbabylonisch Schamasch-aba-usur, Samas-aba-usur; biblisch Scheschbazzar, hebräisch Šešbassar, Scheschbassar) bekleidete im 6. Jahrhundert v. Chr. als babylonischer Beamter unter Kyros II. das Amt des persischen Kommissars für Zentralangelegenheiten.  Umstritten bleibt die aus konservativer Sicht erfolgte Gleichsetzung mit Serubbabel.

## Leben

### Funktionen und Stellung
Nähere Einzelheiten über sein Leben sind nicht bekannt. Im Archiv der persischen Stadtverwaltung in Ekbatana lagerten Dokumente, unter denen sich unter anderem der Schriftwechsel des Statthalters Tattenai mit der Kanzlei des Dareios I. in Susa aus dem Jahr 518 v. Chr. befand. Šamaš-aba-usur wird bezüglich der Mission des Tattenai im Zusammenhang mit dem Wiederaufbau des jüdischen Tempels in Jerusalem erwähnt. Tattenai teilte Dareios I. mit, dass er eine Inspektionsreise nach Jerusalem unternommen habe, um sich an Ort und Stelle über den dortigen Tempelwiederaufbau zu informieren. Der jüdische Ältestenrat berief sich bei der Zusammenkunft auf das 539 v. Chr. ausgerufene Kyros-Edikt. Šamaš-aba-usur fiel in dieser Verwaltungsangelegenheit die Rolle des früher für Kyros II. tätigen Beamten hinsichtlich des jüdischen Tempelschatzes zu.

### Erwähnung des Šamaš-aba-usur im Alten Testament
Im Buch Esra wird Šamaš-aba-usur als Scheschbazzar erwähnt:

„Die goldenen und silbernen Geräte des Gotteshauses, die Nebukadnezar II. aus dem Tempel zu Jerusalem genommen und in dem Tempel zu Babylon gebracht hatte, übergab Kyros II. aus dem Tempel Babylon dem Scheschbazzar, den er als Peha eingesetzt hatte. Dem Scheschbazzar wurde von Kyros II. befohlen: Nimm diese Geräte, ziehe hin und lege sie im Tempel zu Jerusalem nieder; und das Gotteshaus soll an seiner Stelle wieder aufgebaut werden. Daraufhin ist jener Scheschbazzar gekommen und hat die Fundamente des Gotteshauses zu Jerusalem gelegt; und seitdem wird bis jetzt daran gebaut, aber noch ist es nicht vollendet.“

### Historischer Bezug zum Alten Testament
Die Grundsteinlegung des Tempels zu Jerusalem erfolgte nicht durch Šamaš-aba-usur, sondern erst 18 Jahre später unter Serubbabel. Der jüdische Ältestenrat versuchte, den Statthalter Tattenai zu überzeugen, dass Kyros II. den Tempelbau angeordnet hätte und deshalb mit der Restaurierung begonnen wurde. Der Chronist der hebräischen Proklamation des Esra-Buches hatte die Angaben aus Kapitel 5,14-16 zu seiner eigenen Interpretation verwendet und Šamaš-aba-usur mit dem Titel Fürst von Juda (hebräisch: hannasi-lihuda) versehen sowie die Rückkehr der Exulanten anachronistisch in das Jahr 538 v. Chr. zurückverlegt. Eine Benennung des Šamaš-aba-usur als Fürst von Juda steht im Gegensatz zu den damaligen Titulaturen und gilt daher als widerlegt.
Der tatsächliche Aufbruch der Exulanten vollzog sich in den Zwanzigerjahren des 6. Jahrhunderts v. Chr. frühestens unter Kambyses II.; wahrscheinlicher kann jedoch die Heimkehr unter Dareios I. angenommen werden, da die Propheten Sacharja und Haggai erst im Jahr 520 v. Chr. zum Wiederaufbau des Tempels aufriefen. Mit dieser zusätzlichen Erwähnung scheidet Šamaš-aba-usur als Bauherr ganz sicher aus.